# Wolfgang Diewerge
Wolfgang Diewerge (12 de enero de 1906 en  Szczecin  - 4 de diciembre de 1977 en Essen) fue un propagandista nazi del Ministerio del Reich para la Ilustración Pública y Propaganda de Joseph Goebbels.Su especialización radicaba en el campo de las relaciones públicas antisemitas, sobre todo en relación con los juicios celebrados en el extranjero, que podían explotarse con fines propagandísticos. Además, desempeñó un papel fundamental en la preparación de un juicio contra Herschel Grynszpan, cuyo intento de asesinato de un empleado de la embajada alemana en París había sido aprovechado por los nazis como pretexto para los pogromos de noviembre (Noche de los cristales rotos) de 1938. 
El 19 de septiembre de 1939 recibió la Insignia de Oro del Partido del NSDAP con carácter honorífico, llevaba el puñal honorífico y el anillo de honor de las SS y desde 1943 ostentaba el rango de SS-Standartenführer.A menudo se hace referencia a él en la literatura como el portador de la Orden de la Sangre del NSDAP, pero esto no se puede considerar seguro. Se dice que Diewerge pertenecía al círculo íntimo de los que estuvieron presentes en la ceremonia de despedida de Goebbels en el «Búnker del Führer» de Berlín el 30 de abril de 1945.
En 1941, sus panfletos sobre el llamado Plan Kaufman y la Unión Soviética se publicaron en tiradas de millones de ejemplares. Tras la conclusión de la Segunda Guerra Mundial, Diewerge pudo reanudar su carrera política a través del Partido Democrático Libre (FDP) en Renania del Norte-Westfalia. Sin embargo, la intervención de las autoridades militares británicas y una comisión del Comité Ejecutivo Federal del FDP pusieron fin abruptamente a este periodo de actividad. En 1966, Diewerge fue condenado por perjurio por sus declaraciones bajo juramento sobre el juicio de Grynszpan, que había sido planeado por los nacionalsocialistas. Además, se vio implicado en la polémica de las donaciones de Flick como director gerente de dos asociaciones.

## Primeros años
El padre de Diewerge era Wilhelm Diewerge, profesor de secundaria en Szczecin y más tarde director de escuela en Stargard, Pomerania; su madre se llamaba Hedwig, de soltera Grell. Wolfgang Diewerge tenía un hermano llamado Heinz, tres años menor que él, que murió de una herida de guerra en 1939. Durante el régimen nazi, hizo carrera como folclorista, formador de profesores y miembro de la comisión oficial de examen del partido para la protección de la literatura nacionalsocialista. 
Wolfgang Diewerge asistió a la escuela de gramática de Gröning en Stargard y se graduó en 1924. Estudió Derecho en Jena y Berlín. En 1929 aprobó su primer examen estatal de Derecho, al que siguió un período de prácticas en el Tribunal de Apelación de Berlín y un período de varios meses en el extranjero como secretario judicial en el Tribunal Consular Alemán de El Cairo. Aprobó el examen de asesor en noviembre de 1933.
Desde el punto de vista político, Diewerge se orientó muy pronto hacia grupos nacionalistas y nacionalsocialistas. Según sus propias declaraciones, se hizo miembro de la Liga Conmemorativa de Schlageter a la edad de 17 años, en octubre de 1923, y se unió al Reichswehr Negro en Leipzig en agosto de 1924. A partir de 1927, escribió ocasionalmente para periódicos y revistas nacionalsocialistas, como Angriff, Völkischer Beobachter, Westdeutscher Beobachter, Nationalsozialistische Monatshefte y la revista satírica antisemita Die Brennessel Ingresó en el NSDAP el 1 de agosto de 1930 (número de afiliación 278.234); se dice que ya había sido miembro del NSDAP con anterioridad bajo el seudónimo de Diege. 

## Propagandista nacionalsocialista
En 1933, Diewerge se convirtió en director ejecutivo nacional de la "Deutsche Turnerschaft" y celebró el Turnfest de Stuttgart, que tuvo lugar a finales de julio, como una "fiesta popular en el sentido nacionalsocialista". Ese mismo año, también llegó a ser jefe del departamento jurídico del "Nationalsozialistischer Kampfbund für den gewerblichen Mittelstand – Gau Groß-Berlin". Además, Diewerge fue jefe de departamento en la organización extranjera del NSDAP. A principios de 1934, hizo su primera aparición pública. La ocasión fue un juicio altamente politizado en El Cairo, una ciudad que ya le era familiar desde su tiempo como pasante.
El director de la sucursal de Siemens en El Cairo y presidente del Club Alemán en El Cairo, Wilhelm van Meeteren, había publicado a mediados de 1933 un panfleto antisemita titulado "La cuestión judía en Alemania". Posteriormente, el empresario judío Umberto Jabès, con el apoyo de la Ligue Internationale Contre l'Antisémitisme (LICA, es decir, la Liga Internacional contra el Racismo y el Antisemitismo), demandó a van Meeteren por daños y perjuicios por difamación. El juicio se celebraría ante un tribunal mixto, una instancia egipcia para la resolución de disputas legales que involucraban a extranjeros. El 30 de agosto de 1933, tuvo lugar en el Ministerio de Asuntos Exteriores en la Wilhelmstraße de Berlín una reunión sobre el próximo juicio, a la que también fueron invitados representantes del Ministerio de Propaganda. Este ministerio encargó al joven abogado Diewerge la "preparación y apoyo" del litigio.
Preocupado por la noticia de que Jabès había contratado al internacionalmente conocido abogado parisino Henri Torrés como su representante legal, el Ministerio de Asuntos Exteriores alemán inicialmente adoptó una estrategia cautelosa e intentó mantener el tema fuera del debate público. Sin embargo, el 29 de septiembre de 1933, Diewerge envió al Ministerio de Asuntos Exteriores un informe de diez páginas titulado "El apoyo mediático al proceso de El Cairo", que en cambio proponía aprovechar al máximo la publicidad del proceso: Este debería ser estigmatizado como un "instrumento de lucha del judaísmo contra el levantamiento nacionalsocialista". Diewerge elaboró una estrategia de relaciones públicas detallada. Identificó medios de comunicación, públicos objetivo y costos, y propuso una etiqueta uniforme bajo la cual debería aparecer el juicio en la prensa nacionalsocialista: "Juicio de los judíos de El Cairo". Según él, todo el plan había sido coordinado en detalle con el líder del grupo local del NSDAP en Egipto, Alfred Heß (hermano de Rudolf Heß). La orientación del trabajo de prensa proyectado se evidenciaba en un texto de ejemplo adjunto, que llevaba el título "Descubierta conspiración judía internacional contra Alemania en Egipto". Diewerge utilizó este texto de ejemplo públicamente de inmediato: para una conferencia en la radio el 5 de octubre de 1933 y un artículo casi idéntico que apareció el 6 de octubre en el Völkischer Beobachter. Además, hizo llegar el texto a periódicos seleccionados en árabe y francés en El Cairo a través del abogado de confianza de la embajada alemana en El Cairo, con el fin de generar el eco mediático deseado también en Egipto. Entre otras cosas, organizó que el periódico La Liberté, cercano al rey egipcio Fuad I, publicara una entrevista con Goebbels el día del juicio.
Diewerge logró imponer sus ideas. A principios de 1934, fue nombrado responsable de la preparación y ejecución del proceso. Como reportero especial del Völkischer Beobachter, viajó a El Cairo. Escribió informes para periódicos, dio una entrevista al periódico egipcio Al-Ahram y, después de que la demanda de Jabès fuera desestimada, el 31 de enero de 1934 pronunció desde El Cairo un discurso radiofónico a través de todas las emisoras alemanas, celebrando la "victoria alemana sobre el judaísmo mundial". En 1935, después de que Jabès también fracasara en la apelación, Diewerge escribió un informe propagandístico con el subtítulo "Material jurídicamente corroborado sobre la cuestión judía" para la editorial del partido NSDAP.
En este juicio se estableció por primera vez una división del trabajo que continuó en otros procesos: el internacionalmente conocido especialista en derecho internacional Friedrich Grimm se encargó del aspecto jurídico del procedimiento y actuó en el juicio principal, mientras que Diewerge se ocupó de la planificación publicitaria y política en consonancia con el Ministerio de Propaganda.
En marzo de 1934, Diewerge fue contratado como asesor gubernamental en el Ministerio del Reich para la Ilustración Pública y Propaganda de Goebbels. A mediados de 1935, aparece en varios listados de los anuarios de Cuno Horkenbach como "referente" en el Departamento VII de este ministerio, denominado "Defensa" o "Defensa contra mentiras". Para Diewerge, esto marcó el comienzo de un ascenso continuo. En 1936 fue ascendido a consejero de gobierno, en 1939 a consejero superior de gobierno. En 1941 alcanzó el rango de consejero ministerial. En 1936 se casó, y para 1941 la pareja ya tenía tres hijos. Una evaluación del ministerio sobre Diewerge, sin fecha, resultó muy positiva, destacándose particularmente su actitud hacia la cosmovisión nacionalsocialista como "incondicional". Sus tareas incluían conferencias de propaganda en el extranjero, entre otras cosas en relación con un viaje de tres meses por África en 1937. Sus actividades giraban una y otra vez en torno a incidentes, procesos y publicaciones en el extranjero, que daban lugar a campañas antisemitas contra el llamado judaísmo mundial.

## Literatura
- Literatura de y sobre Wolfgang Diewerge en el catálogo de la Biblioteca Nacional de Alemania
- Diewerge, W. (1937). Ein Jude hat Geschossen (en alemán). F. Eher. Consultado el 10 de mayo de 2024.
- Buchna, K. (2010). Nationale Sammlung an Rhein und Ruhr: Friedrich Middelhauve und die nordrhein-westfälische FDP 1945-1953. Schriftenreihe der Vierteljahrshefte für Zeitgeschichte (en alemán). Oldenbourg. ISBN 978-3-486-59802-5. Consultado el 10 de mayo de 2024.
- Fuess, A. (1996). Die deutsche Gemeinde in Ägypten von 1919-1939. Hamburger islamwissenschaftliche und turkologische Arbeiten und Texte (en alemán). Lit. ISBN 978-3-8258-2734-2. Consultado el 17 de mayo de 2024.
- Kassim, M. (2000). Die diplomatischen Beziehungen Deutschlands zu Ägypten, 1919-1936. Studien zur Zeitgeschichte des Nahen Ostens und Nordafrikas (en alemán). LIT. ISBN 978-3-8258-5168-2. Consultado el 17 de mayo de 2024.
- Klee, E. (2009). Das Kulturlexikon zum Dritten Reich: wer war was vor und nach 1945. Die Zeit des Nationalsozialismus (en alemán). Fischer Taschenbuch. ISBN 978-3-596-17153-8. Consultado el 10 de mayo de 2024.
- Horkenbach, C. (1930). Das Deutsche Reich von 1918 bis heute (en alemán) (v. 1). Verlag für Presse, Wirtschaft und Politik. p. 931. Consultado el 10 de mayo de 2024.
- Benz, W.; Bergmann, W. (2008). Handbuch des Antisemitismus: Judenfeindschaft in Geschichte und Gegenwart. Handbuch des Antisemitismus (en alemán) (v. 1). K.G. Saur. ISBN 978-3-598-24071-3. Consultado el 10 de mayo de 2024.
- «Judenvernichtung aus Notwehr? Die Legenden um Theodore N. Kaufman.» (en alemán). Consultado el 10 de mayo de 2024.